# Distretto di Shahdol
Il distretto di Shahdol è un distretto del Madhya Pradesh, in India, di 1 572 748 abitanti. È situato nella divisione di Rewa e il suo capoluogo è Shahdol.